# کلاوس کاتزور
کلاوس کاتزور (به انگلیسی: Klaus Katzur) (زادهٔ ۲۶ اوت ۱۹۴۳) شناگر اهل آلمان است.